# Asia Rugby Championship Division 1 2018
El Asia Rugby Championship Division 1 de 2018, fue el torneo de la segunda división que organiza la federación asiática (AR).
Originalmente se iba a disputar un cuadrangular a una ronda, pero la deserción de Sri Lanka y Emiratos Árabes Unidos obligó a modificar el fixture del torneo. Se trató de una llave de dos partidos entre Filipinas y Singapur celebradas en Manila.

## Equipos participantes
- Selección de rugby de Filipinas (Volcanes)
- Selección de rugby de Singapur

## Primera fecha
| 23 de junio 16:00 | Filipinas | 32 - 24 | Singapur | Southern Plains Stadium, Manila, Filipinas |  |
|                   |           | Reporte |          |                                            |  |

## Segunda fecha
| 26 de junio 16:00 | Filipinas | 38 - 12 | Singapur | Southern Plains Stadium, Manila, Filipinas |  |
|                   |           | Reporte |          |                                            |  |

| Bandera de Filipinas               |
| Campeón de la División 1 Filipinas |
| Tercer título                      |